# Saint-Denis-sur-Loire
Saint-Denis-sur-Loire – miejscowość i gmina we Francji, w Regionie Centralnym, w departamencie Loir-et-Cher.
Według danych na rok 1990 gminę zamieszkiwało 907 osób, a gęstość zaludnienia wynosiła 73 osoby/km² (wśród 1842 gmin Regionu Centralnego Saint-Denis-sur-Loire plasuje się na 438. miejscu pod względem liczby ludności, natomiast pod względem powierzchni na miejscu 1020.).